# Кестеу
Кестеу (рум. Căstău) — село у повіті Хунедоара в Румунії. Входить до складу комуни Беріу.
Село розташоване на відстані 273 км на північний захід від Бухареста, 24 км на схід від Деви, 111 км на південь від Клуж-Напоки.

## Населення
За даними перепису населення 2002 року у селі проживали 1188 осіб, з них 1184 особи (99,7%) румунів. Рідною мовою 1184 особи (99,7%) назвали румунську.